# Греческая улица (Мариуполь)
Гре́ческая у́лица (укр. Грецька вулиця) — одна из первых улиц Мариуполя, расположена в историческом центре города, преимущественно одноэтажной застройки. Носит историческое наименование (с 28 сентября 1878 года), часть улицы южнее проспекта Мира до установления советской власти носила наименование Марии-Магдалиновской улицы. 24 мая 1929 года Мариупольский горсовет утвердил решение о переименовании её на улицу имени Карла Маркса (носила название до декабря 1991 года).
На Греческой улице расположены школа № 1 города Мариуполя, 4-й корпус ПГТУ и другие объекты.
Улица начинается от спуска к вокзалу (Подгорная улица) и оканчивается на Правобережной площади, где переходит в улицу Правобережную, пересекая на своём пути следующие улицы:
- Подгорная улица
- улица Семенишина
- улица Пушкина
- Итальянская улица
- Георгиевская улица
- проспект Мира
- Николаевская
- Митрополитская улица
- Фонтанная улица
- Евпаторийская улица
- Каффайская улица
- Готфейская улица
- Карасёвская улица
- бульвар Шевченко
- Марьинская улица
- Успенская улица
- Кальмиусский переулок
- Кальмиусская улица
- Кальчанская улица
- переулок Левицкого
- улица Левицкого
- Заводской переулок
- улица 10 Сентября
- Правобережный переулок
- Воинский переулок
- Правобережная площадь
- Правобережная улица